# Kozlodouy
Pour les articles homonymes, voir Kozlodouy (homonymie).
Kozlodouy (en bulgare Козлодуй) est une ville bulgare de l'oblast de Vratsa.

## Géographie
Kozlodouy est située dans le nord-ouest de la Bulgarie, à 184 km de la capitale Sofia. Elle est bâtie sur la rive droite du Danube.
| 1887 | 1910 | 1934  | 1946  | 1956  | 1965  | 1975   | 1985   | 1992   |
| ---- | ---- | ----- | ----- | ----- | ----- | ------ | ------ | ------ |
| -    | -    | 7 561 | 7 425 | 7 744 | 7 575 | 10 498 | 12 548 | 13 632 |

| 2001   | 2005   | 2008   | 2011   | - | - | - | - | - |
| ------ | ------ | ------ | ------ | - | - | - | - | - |
| 14 871 | 14 678 | 14 113 | 12 856 | - | - | - | - | - |

,,,

## Histoire
L'histoire de la ville a surtout été marquée par le débarquement clandestin de Hristo Botev le 17 mai 1876. Il s'était saisi du bateau autrichien Radetzky, à la tête d'un groupe armé ayant pour but la libération de la Bulgarie de la domination ottomane. Botev n'a pas réussi son entreprise (il fut tué assez rapidement) mais son action marqua le début d'une mobilisation internationale. En effet, peu après, les Russes déclarèrent la guerre à l'Empire ottoman et libérèrent la Bulgarie (en particulier la ville, le 23 novembre 1877).

## Administration
Les maires de Kozlodouy ont été :
- 1995-1999 Konstantine Rochkov (indépendant)
- 1999-2007 Milko Torbov (indépendant)
- 2007-201. Roumén Manoév (coalition GERB, UFD, Mouvement jour de la Saint-Georges, UPA)

## Économie
La principale activité de la ville est la production d'énergie. En effet, la ville accueille la Centrale nucléaire de Kozlodouï, unique centrale nucléaire du pays, qui couvre plus de 40 % de la consommation d'électricité du pays. Depuis 2006, ainsi que l'a exigé l'Union européenne lors des négociations d'adhésion de la Bulgarie, seulement 2 réacteurs sont encore en fonctionnement dans cette centrale. De conception soviétique (WWER), ils ont une capacité totale de 2000 mégawatts.
L’un des deux réacteurs (unité 5) devrait voir sa durée d’exploitation prolongée de trente années supplémentaires. Après plusieurs mois de tests de sécurité et de sûreté opérés sur cette unité, l’autorité bulgare de régulation nucléaire a en effet décidé de suivre les recommandations des experts russes (Rosenergoatom) et français (EDF), et d’accéder à la demande du gouvernement en autorisant son exploitation jusqu’en 2047.
Rendues officiellement en août 2016, les conclusions de ces experts sur l’état de fonctionnement du premier réacteur ont donc convaincu l’autorité bulgare de régulation nucléaire qui a validé, le 3 novembre 2017, la prolongation pour trente années supplémentaires.
Une décision sera prise dans les prochaines années sur la prolongation d’exploitation du second réacteur (unité 6), prévu pour fonctionner jusqu’en 2021.

## Galerie

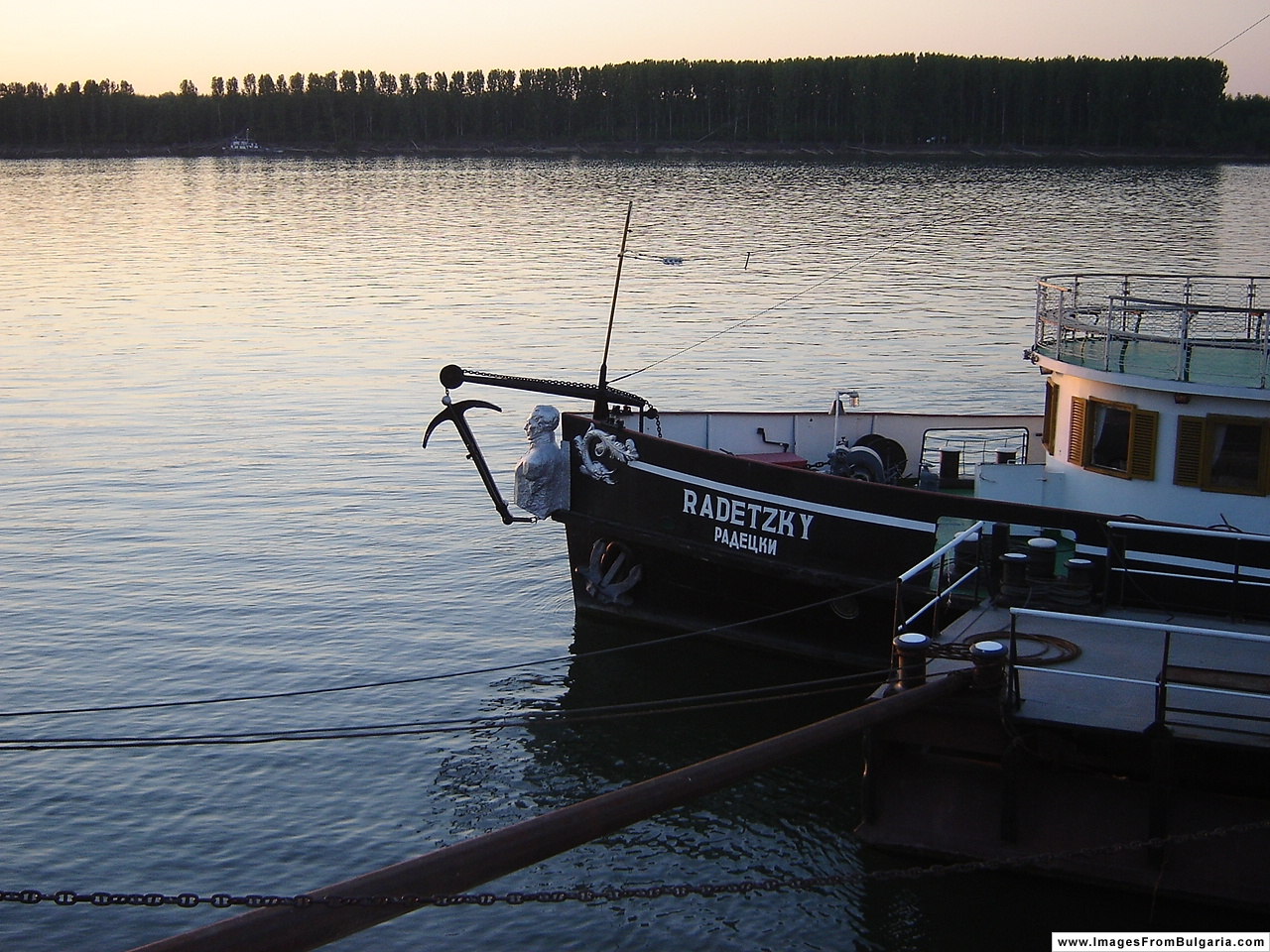
Le navire-musée Radetzky
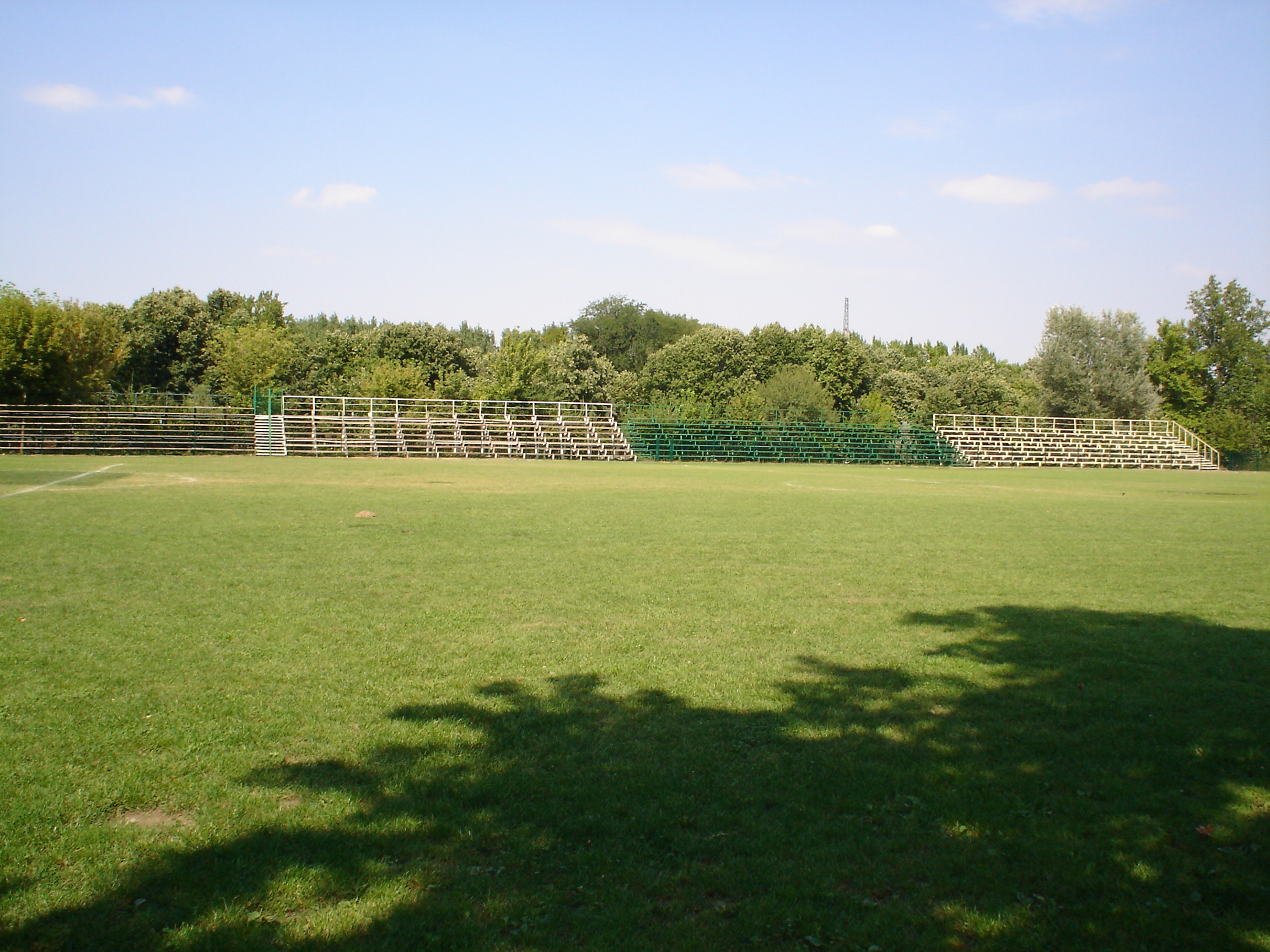
Le stade municipal
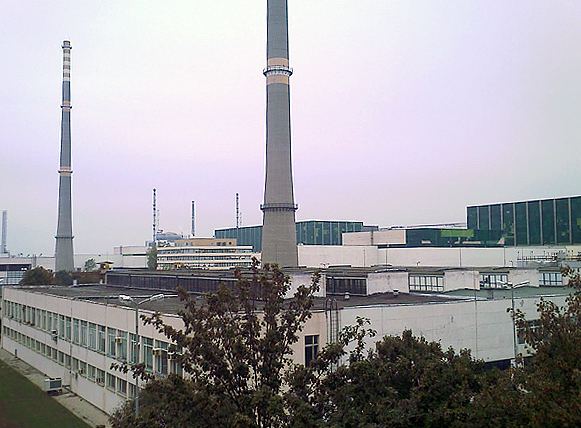
Centrale nucléaire de Kozlodouy